# Philippe de Chauveron

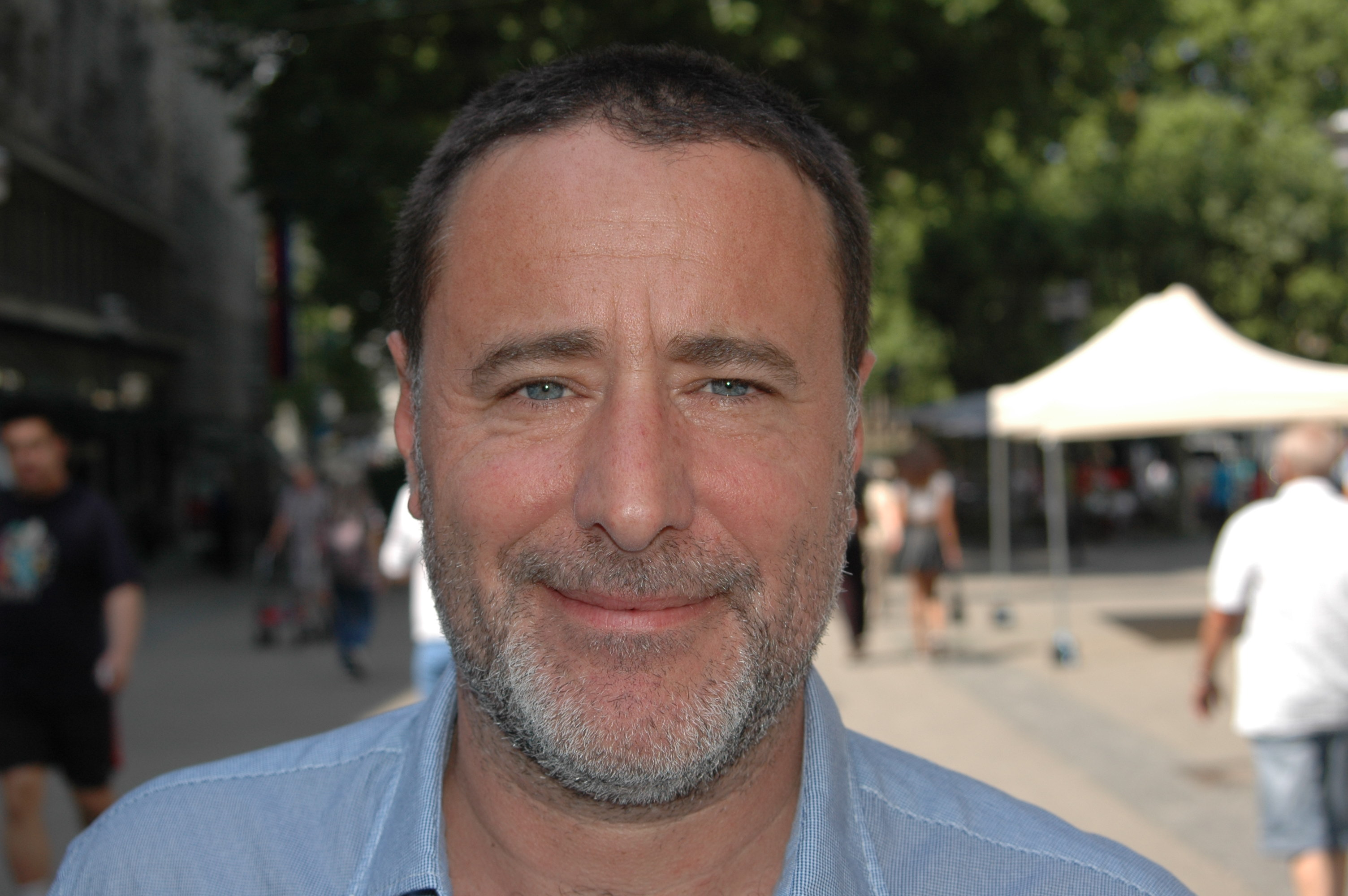
Philippe de Chauveron (2014)

Philippe Jean Marie de Chauveron (* 15. November 1965 in Paris) ist ein französischer Filmregisseur und Drehbuchautor.

## Leben
Philippe de Chauveron wurde im 16. Arrondissement von Paris geboren. 1986 machte er sein Diplom an der Filmhochschule l’École supérieure d’études cinématographiques in Paris.
Bekannt wurde er vor allem durch die französische Filmkomödie Monsieur Claude und seine Töchter, bei der er Regie führte und das Drehbuch schrieb. Der Film hatte allein in Frankreich über elf Millionen Kinobesucher und gehört damit zu den erfolgreichsten Filmen in Frankreich.

## Filmografie (Auswahl)

### Regie
- 2021: Monsieur Claude und sein großes Fest (Qu’est-ce qu’on a tous fait au Bon Dieu?)
- 2019: Monsieur Claude 2 (Qu’est-ce qu’on a encore fait au Bon Dieu?)
- 2017: Hereinspaziert! (À bras ouverts)
- 2016: Alles unter Kontrolle! (Débarquement immédiat)
- 2014: Monsieur Claude und seine Töchter (Qu’est-ce qu’on a fait au Bon Dieu ?)
- 2011: Les vacances de Ducobu
- 2010: L’élève Ducobu
- 2004: L’Amour aux trousses
- 1999: Les Parasites
- 1989: Gros

### Drehbuch
- 2021: Monsieur Claude und sein großes Fest (Qu’est-ce qu’on a tous fait au Bon Dieu?)
- 2019: Monsieur Claude 2 (Qu’est-ce qu’on a encore fait au Bon Dieu?)
- 2014: Monsieur Claude und seine Töchter (Qu'est-ce qu'on a fait au Bon Dieu ?)
- 2012: Die Vollpfosten – Never change a losing team
- 2011: Les vacances de Ducobu
- 2010: L’élève Ducobu
- 2008: Neuilly Sa Mère!
- 2004: L’Amour aux trousses
- 2002: The dope
- 1995: Zwei Irre und ein Schwein